# Centre culturel international de Cerisy-la-Salle
 (mars 2021).
Si vous disposez d'ouvrages ou d'articles de référence ou si vous connaissez des sites web de qualité traitant du thème abordé ici, merci de compléter l'article en donnant les références utiles à sa vérifiabilité et en les liant à la section « Notes et références ».
Le Centre culturel international de Cerisy-la-Salle (CCIC) est, depuis 1952, un lieu de rencontres intellectuelles où se déroulent les colloques de Cerisy, qui font suite aux décades de Pontigny de l'entre-deux-guerres. Chaque année, de mai à octobre, ils réunissent des artistes, chercheurs, enseignants, étudiants, acteurs économiques et sociaux, ainsi qu’un vaste public intéressé par les échanges culturels et scientifiques, au sein duquel figure une forte proportion d’étrangers attirés par la culture française.

## Localisation

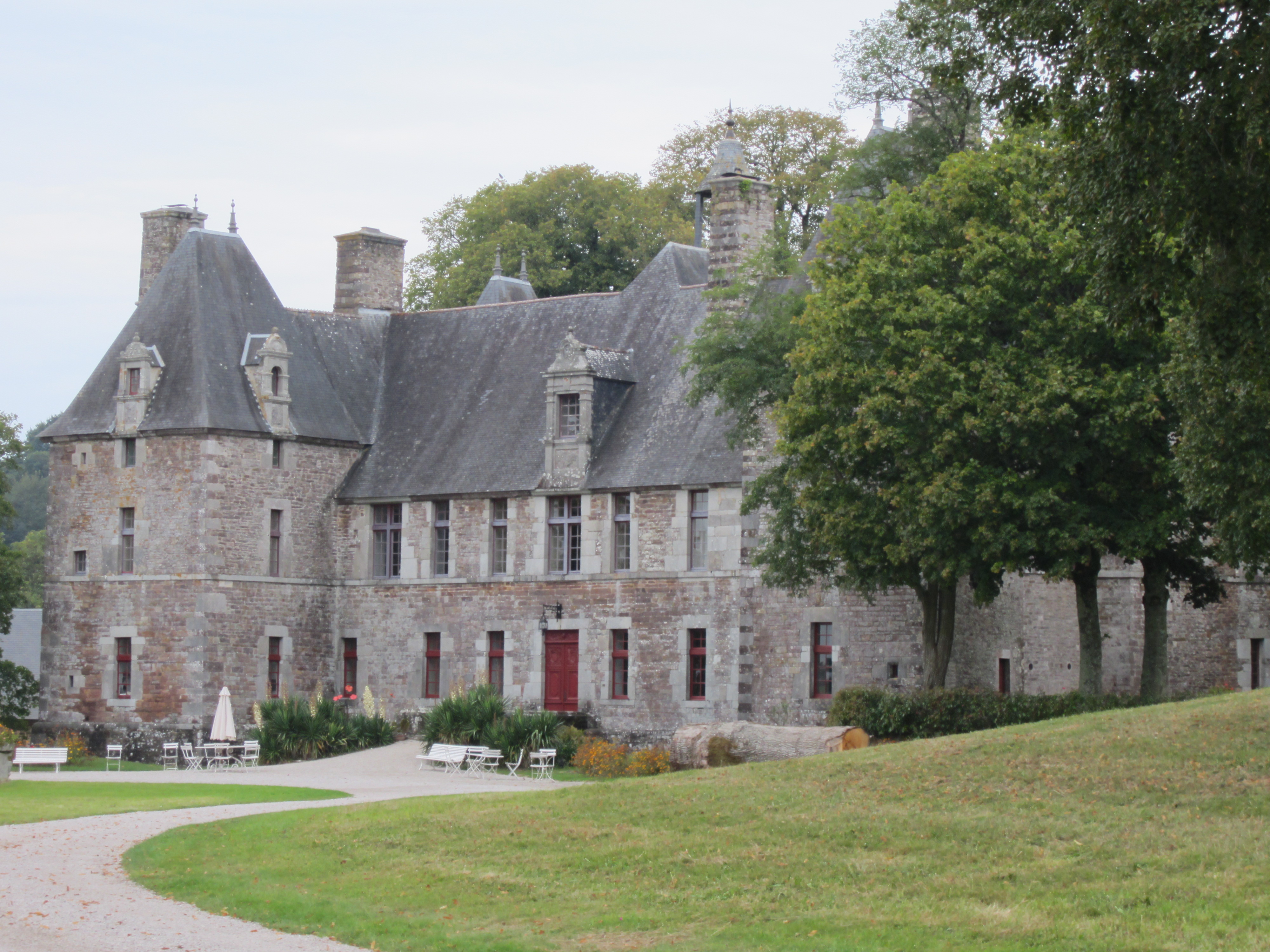
Le château.

Le CCIC est abrité par le château de Cerisy-la-Salle, classé monument historique. Celui-ci est situé dans la commune française de Cerisy-la-Salle, dans le département de la Manche.

## Histoire

### L'association
- De 1910 à 1939 (début de la guerre), Paul Desjardins organise à l’abbaye de Pontigny, en Bourgogne, les « Décades de Pontigny », qui réunissent, pendant dix jours, d'éminentes personnalités de l’époque pour débattre de thèmes artistiques, littéraires, philosophiques, politiques et sociaux. Les axes de réflexions privilégiés sont l'humanisme et les humanités, la philosophie et les questions religieuses, la politique contemporaine et l'histoire. C'est entre les deux guerres que l'éclat et le retentissement données à ces réunions atteignent leur apogée.
- Anne Heurgon-Desjardins, fille de Paul Desjardins, décide de se séparer de l'abbaye de Pontigny afin de restaurer le château de Cerisy-la-Salle, endommagé par la guerre. Elle remet le château et les bâtiments annexes en état et crée en 1952 le Centre culturel de Cerisy. Grâce au soutien des Amis de Pontigny-Cerisy, elle poursuit l’œuvre de son père en lui donnant une impulsion nouvelle.
- De 1977 à 2006, ses petites-filles, Édith Heurgon et Catherine Peyrou, reprennent le flambeau et donnent une nouvelle ampleur aux activités du Centre. La première s'occupe de[Quoi ?] et la seconde prend en charge l'aménagement des lieux, l'embellissement des chambres. Les sujets des colloques se diversifient, les installations et l’organisation se modernisent. Pendant 35 ans, jusqu'en 2016, Jean Ricardou apporte son concours pour la programmation culturelle et l’édition des actes.
- Au début des années 2020, après la disparition de Catherine et Jacques Peyrou, Cerisy continue avec Édith Heurgon et ses neveux, groupés dans la Société civile du château de Cerisy, accompagnés par une équipe animée par Arnaud Chauvel.

#### Les acteurs
La Société civile du château de Cerisy est propriétaire des lieux et les met à la disposition de l'association des Amis de Pontigny-Cerisy, reconnue d'utilité publique en 1972. Un conseil d'administration présidé par Jean-Baptiste de Foucauld chapeaute l'association et est assisté par un comité de soutien qui est composé de plusieurs personnalités œuvrant dans diverses disciplines du monde scientifique et artistique.
Une commission de coordination régionale permet d'inscrire dans la durée la coopération entre les divers partenaires culturels et scientifiques de la région bas-normande, aussi bien pour l'organisation de rencontres touchant la Normandie que pour l’ensemble des activités du centre.

## Les colloques de Cerisy
Depuis 1952, la même famille poursuit le projet initié à Pontigny par Paul Desjardins : accueillir dans un cadre agréable, pendant une période assez longue des personnes qu'anime un même attrait pour les échanges, afin que, dans la réflexion commune, se nouent des liens forts. Certains « anciens de Pontigny », devenus membres du conseil d'administration, assurent la direction de décades. Marcel Arland en dirige trois, Raymond Aron deux et Jacques Madaule six. De nouveaux amis prennent la relève : Georges-Emmanuel Clancier, Jean Follain, Francis Ponge, pour les thématiques autour de la poésie, François Le Lionnais, René Poirier pour les questions scientifiques, Daniel Mayer et Alban Vistel pour la politique. 
De 1952 à 2019, près de huit cents colloques ont été organisés à Cerisy, auxquels il convient d'ajouter diverses autres manifestations accueillies par le Centre, traitant de domaines variés (arts, cinéma, histoire, littérature, poésie, politique, philosophie, prospective, psychanalyse, sciences humaines et sociales). 

### Principaux colloques
Depuis sa création, le Centre culturel international de Cerisy a organisé plus de 800 colloques jusqu'en 2020. Parmi les plus notoires, on peut citer : 
- Genèse et Structure (1959)
- Les Chemins actuels de la critique (1966)
- Entretiens sur le surréalisme (1968)
- L'Enseignement de la littérature (1969)
- Nouveau Roman : hier, aujourd'hui (1971)
- Vers une révolution culturelle : Artaud, Bataille (1972)
- Nietzsche aujourd'hui (1972)
- L'Auto-organisation (1981)
- Approches de la cognition (1987)
- Écrire le livre : autour d'Edmond Jabès (août 1987)
- La Littérature fantastique (1989)
- La Modernité en question : Habermas et Rorty (1993)
- Pessoa (1997)
- Schreber revisité (1998)
- La Différence culturelle (1999)
- Poésie sonore / poésie action (1999)
- Les Calendriers (2000)
- Pontigny, Cerisy, dans le S.I.E.C.L.E. (2002)
- Les Sens du mouvement (2003)
- Littérature de jeunesse (2004)
- La Nuit en questions (2004)
- Paris-Berlin-Moscou (2004)
- Intelligence de la complexité (2005)
- Tocqueville entre l’Europe et les États-Unis (2005)
- L’Anthropologie historique de la raison scientifique (2006)
- Science-fiction et imaginaires contemporains (2006)
- Littérature et photographie (2007)
- L’Activité marchande sans le marché ? (2008)
- Individualisme contemporain et individualités (2008)
- La Sérendipité (2009)
- Ce que nous savons des animaux (2010)
- Kafka après son « siècle » (2010)
- Pontigny, Cerisy : un siècle de rencontres au service de la pensée (2010)
- L’Empathie (2011)[2]
- Retour sur la société du risque (2011)[3]
- Agricultures et alimentations dans un monde globalisé (2011)[4]
- Swann, le centenaire (2012)[5]
- Le moment du vivant (2012)[6]
- Camus, l'artiste (2013)[7]
- Jean-Paul Michel, la surprise de ce qui est (2016)[8]
- Roland Barthes (2016)[9]

Chaque saison permet également d’accueillir le Séminaire annuel de textique et une régulière Rencontre de prospective.

## Publications
La plupart des Colloques de Cerisy font l’objet de publications chez différents éditeurs. Plus de 650 ouvrages sont ainsi parus. 
On peut notamment distinguer trois collections :
- « Cerisy/Pontigny »[11], qui fait connaître les ouvrages ayant pour thème soit Cerisy lui-même, soit les liens de Cerisy avec Pontigny, avec, en particulier, les actes du colloque organisé à l'occasion du centenaire des Décades De Pontigny à Cerisy (1910-2010) : des lieux pour "penser avec ensemble"[12].
- « Cerisy Archives », qui réédite[13] des ouvrages anciens, mémorables, devenus introuvables.
- « Cerisy/Normandie », qui comprend les actes des colloques portant plus spécifiquement sur la Normandie.